# ایوت فریمن
 ایوت فریمن (انگلیسی: Yvette Freeman؛ زادهٔ ۱ اکتبر ۱۹۵۷) یک هنرپیشه اهل ایالات متحده آمریکا است.

## گزیده فیلمشناسی
از فیلم‌ها یا برنامه‌های تلویزیونی که وی در آن نقش داشته‌است می‌توان به آثار زیر اشاره کرد.
- کلید (فیلم ۱۹۹۱) (۱۹۹۱)
- مرگ دوباره (۱۹۹۱)
- کودکان ذرت ۳: برداشت شهری (۱۹۹۵)
- آنگوس (فیلم) (۱۹۹۵)
- قاضی امی (۲۰۰۰)
- بخش فوریت‌های پزشکی (مجموعه تلویزیونی) (۱۹۹۴-۲۰۰۹)
- روزهای زندگی ما (۲۰۰۸-۲۰۱۰)
- دروغ‌گوهای کوچک زیبا (۲۰۱۰)
- جسور و زیبا (۲۰۰۹-۲۰۱۲)
- سی‌اس‌آی (۲۰۱۴)
- نارنجی مد جدید است (۲۰۱۴-۲۰۱۵)